# Melodie hawayane
Melodie hawayane (Hawaiian Holiday) è un film del 1937 diretto da Ben Sharpsteen. È un cortometraggio d'animazione della serie Mickey Mouse, distribuito negli Stati Uniti dalla RKO Radio Pictures il 24 settembre 1937 dopo aver partecipato in concorso alla 5ª Mostra internazionale d'arte cinematografica di Venezia. Fu il primo film Disney distribuito dalla RKO, terminando una partnership quinquennale con la United Artists. Nel corto Topolino riveste un ruolo marginale, dando spazio agli altri personaggi. È stato ridistribuito al cinema anche coi titoli Vacanze alle Hawai nel 1952 e Vacanza hawaiana nel 1973, e in VHS col titolo Vacanze hawaiane nel 1984. Nel marzo del 2000 fu inserito nel film di montaggio direct-to-video I capolavori di Minni.

## Trama
Topolino e i suoi amici sono in vacanza sulla spiaggia di Waikiki. Minni balla in una gonna di paglia mentre Topolino suona una slide guitar e Paperino un ukulele. Nel frattempo Pippo cerca di andare a fare surf, ma non riesce mai a capire i movimenti delle onde e atterra sulla spiaggia anziché in acqua.
Sulla spiaggia, Paperino si mette a ballare con una gonna di paglia, ma le dà accidentalmente fuoco. Dopo aver spento l'incendio in una pozza d'acqua, Paperino tira fuori una stella marina che viene inseguita da Pluto. Nel frattempo, Pippo continua i suoi tentativi di surf e stavolta finisce con la tavola bloccata nel suo costume. Pluto continua a infastidire e a venire infastidito da un granchio, che poi se ne va pizzicandogli il naso. Infine, nell'ultimo tentativo di Pippo con il surf, un'onda lo getta sotto la sabbia e gli amici celebrano un finto funerale per lui.

## Distribuzione

### Edizione italiana
Il corto fu distribuito in Italia nel 1938 in lingua originale. L'unico doppiaggio conosciuto è quello realizzato dalla Royfilm per la riedizione del marzo 1990 della VHS Pippo, Pluto, Paperino Supershow, poi utilizzato in tutte le successive occasioni. Non essendo stata registrata una colonna internazionale, la musica presente durante i dialoghi è alterata, e furono anche rimosse le ultime parole cantate da Minni.

### Edizioni home video

#### VHS
America del Nord
- On Vacation with Mickey and Friends (1981)
- Starring Mickey & Minnie (6 ottobre 1987)

Italia
- Pippo, Pluto, Paperino Supershow (aprile 1984)
- Pippo, Pluto, Paperino Supershow (marzo 1990)
- Il mio eroe Topolino (23 marzo 2004)

#### DVD
Una volta restaurato, il cortometraggio fu distribuito in DVD nel secondo disco della raccolta Topolino star a colori, facente parte della collana Walt Disney Treasures e uscita in America del Nord il 4 dicembre 2001 e in Italia il 21 aprile 2004. In Italia il corto è incluso, senza i titoli di testa e di coda, anche nell'antologia VHS e DVD Il mio eroe Topolino (uscita il 23 marzo 2004), mentre in America del Nord nel DVD Starring Mickey, uscito l'11 gennaio 2005 come primo volume della collana Classic Cartoon Favorites. È stato successivamente inserito, con un nuovo restauro, nel quarto volume della collana dedicata al programma Topolino che risate!, uscito in America del Nord il 14 giugno 2011 e in Italia il 28 settembre.